# CRKSV Jong Holland
Maillots
Le CRKSV Jong Holland, plus communément appelée le Jong Holland, est un club de football basé à Willemstad dans l'île de Curaçao. 
C'est le deuxième plus vieux club de football dans le pays et possède l'un des plus grands palmarès avec seize championnats de Curaçao et quatre championnats des Antilles néerlandaises.

## Palmarès
- Championnat de Curaçao (16)
  - Champion : 1925-26, 1928, 1932, 1935-36, 1937-38, 1939-40, 1943-44, 1949-50, 1952, 1959-60, 1977-78, 1981, 1998-99, 2017-18, 2021 et 2022.
  - Vice-champion : 1933, 1936-37, 1938-39, 1940-42, 1944-46, 1965, 1976, 1976-77, 1984 et 1992.

- Championnat des Antilles néerlandaises (4)
  - Champion : 1941 (non officiel), 1942 (non officiel), 1960, 1977, 1977-78 et 1982.
  - Vice-champion : 1965, 1978-79, 1984 et 1998-99.

## Joueurs emblématiques
- Ergilio Hato